# Antiinfeccioso

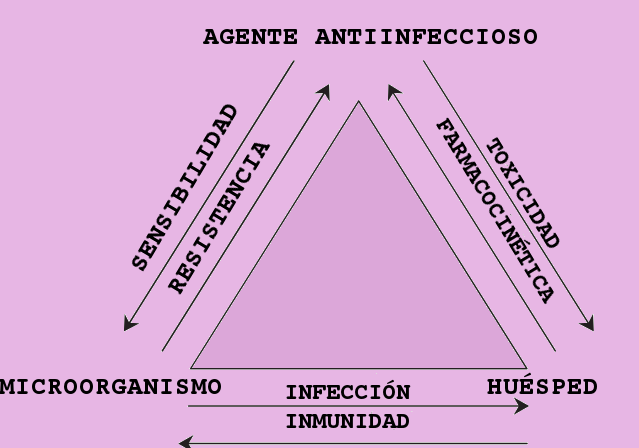
Triángulo de relación entre microorganismos, huésped y agente antiinfeccioso.

Se considera fármaco antiinfeccioso a aquella sustancia aplicada localmente, ingerida, o inyectada con la finalidad de combatir infecciones. Dentro de la categoría de antiinfecciosos se encuentran antibacterianos, antivirales, antifúngicos, antiparasitarios.
Cuando el ser humano o cualquier animal doméstico han sido atacados por un microbio o cualquier otro parásito, interesa disponer de sustancias que sean activas frente al agente invasor, sin afectar al huésped (acción quimioterápica). Sin embargo, en este caso existen
tres factores que hay que tener en cuenta y que se influyen mutuamente: el microorganismo o parásito, el agente antiinfeccioso (antibiótico, antiviral, antifúngico) y el huésped. En la figura se representa el triángulo de Davis que relaciona estos tres factores.

## Diferenciación de términos y conceptos
Debe notarse que agente antiinfeccioso no es sinónimo de "antibiótico" o "antibacteriano" ya que el primero es una categoría que abarca diferentes tipos de fármacos y sustancias, del mismo modo que un antiviral, como la zidovudina es diferente de un antiamebiano, como el metronidazol. De acuerdo con el código ATC o Sistema de Clasificación Anatómica, Terapéutica, Química (ATC), cuyo listado de sustancias activas se dividen en diferentes grupos según el órgano o sistema en el que actúan y sus propiedades terapéuticas, farmacológicas y químicas, la primera sustancia posee el código ATC J05AF01; mientras que la segunda posee el código ATC J01XD02. Ambas sustancias están incluidas dentro de la categoría agentes antiinfecciosos, y su código comienza con J, pero al mismo tiempo están dentro de otras subcategorías según su estructura, tipo de organismo al que atacan, o el lugar donde efectuarán su acción, etc.

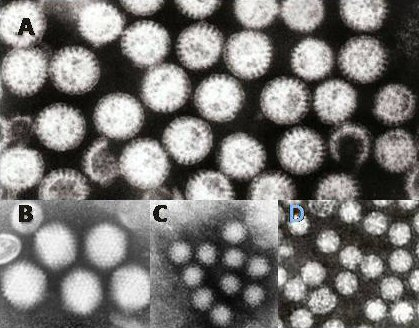
Virus de la gastroenteritis

Así mismo, debe recalcarse que los agentes antiinfecciosos pueden también estar categorizados en fármacos usados en terapia dermatológica y en antiparasitarios Códigos ATC D y P, respectivamente.
Se habla de antisepsia/desinfección cuando el agente químico actúa sobre el microbio fuera del organismo, por ejemplo, en la desinfección de una letrina, la limpieza de instrumental quirúrgico, o de las excreciones de un enfermo con fenol. 
Cuando se administra el fármaco antiinfeccioso al interior del organismo surge el concepto de quimioterapia, en el que confluyen factores tales como la difusión en los tejidos, la tolerancia o la biotransformación.
Lo ideal sería que los fármacos y otros agentes antiinfecciosos sean diseñados con toxicidad selectiva, esto es, que sean tóxicos contra el microorganismo infeccioso, sin embargo, esto por el momento no es posible ya que las células humanas también pueden ser afectadas directa o indirectamente. Producir sustancias químicas para combatir amibas o lombrices intestinales sin impactar el funcionamiento fisiológico normal es difícil, sobre todo si el agente infeccioso hace su daño en el interior de la célula.

## Ejemplos de tipos de fármacos antiinfecciosos

### Dermatológicos
- D01AC01 Clotrimazol
- D01AC02 Miconazol
- D01AC03 Econazol
- D01AC08 Ketoconazol
- D01AC10 Bifonazol

### Sistémicos
- P01BA01 Cloroquina
- P01BA02 Hidroxicloroquina
- P02CA01 Mebendazol
- J01G Aminoglucósidos